# The Little Widow
Pour plus de détails, voir Fiche technique et Distribution.
The Little Widow est un film muet américain réalisé par Francis Boggs et sorti en 1911.

## Fiche technique
- Réalisation : Francis Boggs
- Scénario : Francis Boggs
- Production : William Selig
- Date de sortie : 
  -  États-Unis : 22 décembre 1911

## Distribution
- Sydney Ayres : John Forman
- Herbert Rawlinson
- George Hernandez
- Roy Watson
- Frank Richardson
- Leo Pierson
- Fred Huntley
- Betty Harte
- Anna Dodge
- Jane Keckley